# Minamisanriku
Minamisanriku (南三陸町, Minamisanriku-chō) est un bourg et un port de la côte est du Japon, situé dans le district de Motoyoshi, préfecture de Miyagi.

## Géographie

### Démographie
Au 1er décembre 2014, la population de Minamisanriku s'élevait à 13 808 habitants répartis sur une superficie de 163,74 km2.

## Histoire
Le bourg a été presque entièrement ravagé par le tsunami qui a suivi le séisme du 11 mars 2011. Le lendemain de la catastrophe, les autorités étaient sans nouvelles d'environ 10 000 de ses habitants,. Trois mois après la catastrophe, le bilan était de 542 morts et 664 disparus, d'après le Kahoku shinpô[réf. nécessaire].